# Pusté Pole
Pusté Pole és un poble i municipi d'Eslovàquia. Es troba a la regió de Prešov, al nord del país.

## Història
La primera referència escrita de la vila data del 1956.

## Demografia
| Godina             | 1994 | 2004   | 2014   | 2024   |
| ------------------ | ---- | ------ | ------ | ------ |
| Nombre de persones | 209  | 226    | 224    | 223    |
| Diferència         |      | +8,13% | −0,88% | −0,44% |

| Godina             | 2023 | 2024   |
| ------------------ | ---- | ------ |
| Nombre de persones | 217  | 223    |
| Diferència         |      | +2,76% |